# (148209) 2000 CR105
(148209) 2000 CR105 — транснептуновый объект. В настоящее время расположен примерно на седьмом месте по удалённости из известных объектов Солнечной системы, и рассматривается как отделённый объект. Он обращается вокруг Солнца по орбите с большим эксцентриситетом, совершая оборот за 3240 лет на среднем расстоянии 216 а.е. Его видимая звёздная величина составляет 23,8.
(148209) 2000 CR105 имеет диаметр около 253 км. Это небольшой размер и, по всей видимости, объект не будет классифицирован как карликовая планета.
(148209) 2000 CR105 и (90377) Седна отличаются от других объектов рассеянного диска тем, что даже находясь в перигелии своих орбит, они не попадают в гравитационное влияние планеты Нептун. До сих пор непонятно, как эти объекты оказались на их нынешних отдалённых орбитах. Для объяснения этого были выдвинуты следующие гипотезы:
1. Они были выброшены с их первоначальных орбит проходящей звездой[11][12].
2. Их выбросила на нынешние орбиты своим воздействием очень далёкая, пока неизвестная (хотя это маловероятно) гигантская планета[13], например, пятый газовый гигант.
3. Они были выброшены на текущие орбиты, пока ещё неоткрытой звездой-спутником Солнца[13]. (см. Немезида (звезда))
4. Они были захвачены из другой планетной системы во время сильного сближения на ранней истории Солнца[11]. По словам Кеньона и Бромли, существует 15 % вероятность того, что звёзды сильно сближались на раннем этапе, и существовала 1 % вероятность того, что обмена планетами с другой системой не произошло[11]. (148209) 2000 CR105 в 2-3 раза более вероятно что была захвачена из другой планетной системы, нежели Седна.